# Plopi (okręg Buzău)
Plopi – wieś w Rumunii, w okręgu Buzău, w gminie Puiești. W 2011 roku liczyła 64 mieszkańców.